# Snes9x
Snes9x（エスエヌイーエスナインエックス）は、スーパーファミコンのゲームエミュレータである。
対応プラットフォームはMS-DOS、Linux、Windows、AmigaOS 4、macOS、MorphOS、Xbox、PSP、PS3、ニンテンドー ゲームキューブ、Wii、iOS、Androidと多岐にわたる。
なお、このソフトウェアは任天堂によって公認されたものではない。

## 概要
「今あるものの中では、最高のスーパーファミコンエミュレータ」「幅広い互換性がありながら、リソースが限られているシステムでも実行できる」といった評価を得ている、定番のエミュレータであり、ライバルであるZSNESよりも優秀との評もある。
また、実際に多くのプラットフォームで動作させることができ、Libretroのコアにも採用されている他、移植も積極的に行われている。

## 特徴
機能性を重視した設計で、扱いやすい。また後述のように、派生エミュレータが多いことから、知名度が高い。
個人利用を目的とした無償のソフトウェアであり、商業的な利用はソースコード上のライセンスでは禁止されている。
そのためソースコードは公開されているが、ライセンスはオープンソースの定義の一つである利用する分野に対する差別の禁止と矛盾し、オープンソースではないことが知られている。

### 派生版
公式リリースにとどまらず、多くの移植版や機能改善した派生版が存在する。
Pocket PC向けにはPocketSNES、3DS向けには特殊チップ非対応のSnes9x for 3DS、PSPやPS Vita向けにはSnes9xTYL(mecm)/cm Mod、Windows RTや、Windows Phone 8向けにはSnes8x、という、非公式の移植版が存在する。他にも、ウェブブラウザ内で実行できるEmscriptenでコンパイルされた移植版なども開発されている。
他にもフォークとして開発された、Snes9x Nextでは、オリジナルのバージョン1.52を最適化したもので、特殊チップ対応のゲームをオーバークロックすることができ、スターフォックスのようなゲームタイトルを、より高いFPSで実行できる。

## 歴史
Snes96を開発していたGary Henderson氏と、Snes97を開発していたJerremy Koot氏が。それぞれのエミュレータを統合して、Snes9xを1997年7月に開発し始めた。
特殊チップの動作の再現を早々に実現したほか、バージョン1.53では、Cgシェーダーのサポートを追加した。バージョン1.55では、SD2SNESに搭載されたMSU1チップにも対応した。
2017年11月に、GitHubに公式リポジトリを開設。